# الله‌آباد چاه ملک
الله‌آباد چاه ملک، روستایی در دهستان سعدآباد بخش رحمت‌آباد شهرستان ریگان در استان کرمان ایران است.

## جمعیت
بر پایه سرشماری عمومی نفوس و مسکن در سال ۱۳۹۵، جمعیت این روستا برابر با ۸۶ نفر (۲۲ خانوار) بوده است.